# María Schlegel
María Priscilla Schlegel, född 29 augusti 1993, är en spansk volleybollspelare (spiker). Hon har spelat för klubbar i Spanien, Italien, Tjeckien, Tyskland, USA och Puerto Rico. Hon deltog med Spanien vid EM 2023 och spelat med landslaget i European Volleyball League. 